# Erwin Haack
Erwin Haack (* 11. Februar 1917; † 2. Februar 1985) war ein deutscher Ingenieur und Technikjournalist.

## Leben

### Ausbildung und Privatleben
Haack stammte aus einer Arbeiterfamilie. Er durchlief zunächst eine Ausbildung zum Werkzeugmacher und besuchte anschließend die Abendschule. Während des Zweiten Weltkrieges wurde er zur Wehrmacht eingezogen, kam in Europa sowie beim Afrikafeldzug zum Einsatz und musste darüber hinaus zwei Jahre lang in der Rüstungsindustrie arbeiten.
Nach dem Ende des Krieges trat er 1946 der KPD bei und blieb auch nach deren Zwangsvereinigung mit der SPD zur SED für den Rest seines Lebens in der DDR ein „klassenbewusstes Parteimitglied“. Im Jahr 1948 legte er die Meisterprüfung als Maschinenbauer ab und später, der genaue Zeitpunkt ist unbekannt, konnte er – „trotz seines fortgeschrittenen Alters“ – ein Fernstudium in Ingenieurwissenschaften abschließen.
Nach kurzer schwerer Krankheit starb Haack 1985 wenige Tage vor seinem 68. Geburtstag.

### Berufliche Karriere
Ab 1950 arbeitete er als Offizier in der Hauptverwaltung der Deutschen Volkspolizei in Ost-Berlin, ehe er schließlich 1953 innerhalb der Stadt zum VEB Verlag Technik wechselte. Dort bekleidete er rasch Führungspositionen und baute einen Redaktionsalgorithmus auf, mit dessen Hilfe es trotz teilweise minimaler Anzahl von Mitarbeitern möglich war, mehrere wissenschaftliche Fachzeitschriften parallel zu editieren. Dabei zeichnete er maßgeblich für die Publikation dreier Organe verantwortlich: Von 1962 bis zu seinem Ruhestand 1983 war er verantwortlicher Redakteur der Maschinenbautechnik; die gleiche Funktion hatte er zwischen 1963 und 1970 auch bei Der Maschinenbau sowie zwischen 1970 und 1980 bei Schmierungstechnik inne.